# Адамс (окръг, Охайо)
Вижте пояснителната страница за други значения на Адамс.
Окръг Адамс (на английски: Adams County) е окръг в щата Охайо, Съединени американски щати. Площта му е 1518 km². Според преброяването през 2020 г. населението е 27 477 души. Административен център е село Западен Юниън. Окръгът е кръстен на Джон Адамс, вторият президент на Съединените щати.

## География
Според Бюрото за преброяване на населението на САЩ, окръгът има площ от 586 квадратни мили (1 520 km 2), от които 584 квадратни мили (1 510 km 2) са земя и 2,4 квадратни мили (6,2 km 2 ) (0,4%) са вода. Включва много паркове и резервати, включително едно от най-големите археологически чудеса на Охайо, Змийска могила /Serpent Mound/. Други забележителни области включват паркове и природни зони като The Edge of Appalachia Preserve, Shawnee State Park ,Щатски парк Адамс Лейк и природен резерват Робърт Х. Уипъл. 

## Съседни окръзи
- Окръг Хайланд (север)
- Окръг Пайк (североизток)
- Окръг Сайота (изток)
- Окръг Луис, Кентъки (юг)
- Окръг Мейсън, Кентъки (югозапад)
- Окръг Браун (запад)

## Държавни защитени територии
- Щатски парк Адамс Лейк
- Държавен природен резерват Chaparral Prairie
- Държавен природен резерват Мемориал на Дейвис
- Щатски природен резерват Джонсън Ридж
- Линкс прерия
- Държавен природен резерват Шоумейкър
- Държавен природен резерват Уипъл

## Икономика
В икономиката на окръг Адамс работят 10 100 души. Най-големите му индустрии са производството (1774 души), търговията на дребно (1618 души) и здравеопазването и социалното подпомагане (1599 души), а най-високоплатените индустрии са комуналните услуги (69 063 долара) и финансите и застраховането (56 938 долара). Доклад от 2019 г. идентифицира окръг Адамс като най-бедния в Охайо с 23,8% процент на бедност и среден доход на домакинството от $36,320 ($16,000 по-малко от средното за държавата). Окръгът има и най-високото ниво на безработица в щата - 6,8%. Лошите икономически условия доведоха до намаляване на населението на окръга с 2,1% през предходните пет години.

## Известни личности
- Каубой Копас, певец на кънтри музика
- Джон Глазгоу Кер, известен лекар и медицински мисионер; основател на първата болница за луди в Китай
- Джон П. Лийдъм, конгресмен на САЩ от Охайо и сержант